# Dilip Kumar Roy
Dilip Kumar Roy (bengalisch: দিলীপকুমার রায় Dilīpkumār Rāẏ; * 22. Januar 1897 in Krishnanagar, Bengalen; † 6. Januar 1980 in Bombay, Maharashtra) war ein indischer Musiker, Musikwissenschaftler, Sänger und Schriftsteller.

## Berufliches Leben
Dilip Kumar Roy wurde als Sohn von Dwijendralal Ray geboren. Seine Familie war wohlhabend. Sein Vater schrieb nationale Freiheitslieder und Bhajans, die ihn um die Jahrhundertwende zum Idol der jungen Freiheitskämpfer von Bengalen machten. Er verlor seine Mutter im Alter von 6 Jahren. Im Alter von 11 Jahren wurden für den Jungen ein Privatlehrer engagiert, der ihn Englisch, Mathematik, Geschichte und Geographie lehrte. Neben seiner Muttersprache Bengalisch lernte er in einer nahegelegenen Schule Sanskrit. Von seinem Vater erhielt er den ersten Unterricht in Musik. Noch in späten Jahren liebte er es, Lieder mit Texten seines Vaters vorzutragen. Im Alter von 16 Jahren verlor er seinen Vater und wohnte von da an bei seinem wohlhabenden Großvater in Kolkata. 1918 machte er seinen BA mit Auszeichnung in Mathematik und ging nach Cambridge. Unter dem Einfluss von Romain Rolland und Rabindranath Thakur entschied sich der junge Dilip 1920 gegen das Examen für den Indian Civil Service und für eine Laufbahn als professioneller Musiker. Er lernte Georges Duhamel, Hermann Hesse und Bertrand Russell kennen.
1922 kehrte Roy nach Indien zurück. Er hatte in Europa fließend Französisch sprechen gelernt, jedoch Deutsch und Italienisch nur ansatzweise. In Deutschland hatte er bei dem Sänger Jukelius sowohl Unterricht in der europäischen Methode der Stimmbildung als auch Geigenunterricht genossen. Von einer Ausbildung zum Opernsänger wollte er jedoch nichts wissen, weshalb sein Lehrer Jukelius in diesem Zusammenhang jedes Mal die Worte "Es ist ewig schade, mein Herr!", seufzte.
Auf Einladung von Romain Rolland hielt Roy als junger Musikwissenschaftler einen Vortrag über den Aufbau und die Entwicklung der Ragas bei einem Treffen der Internationalen Gesellschaft für Frieden und Freiheit in Lugano. Der Artikel wurde in der Vierteljahreszeitschrift Rupam in Kolkata veröffentlicht.
Nach 1922 übte er in Indien klassische Musik unter der Führung von Abdul Karim Khan, Faiyaz Khan, Vishnu Narayan Bhatkhande und anderen. Bis 1927 reiste er durch ganz Indien und kam so in engen Kontakt mit dessen gesamter musikalischer Welt. Im Jahr 1927 reiste Roy nach Europa und hielt dort Vorträge über klassische indische Musik.
Seine Interpretationen von Liedern der Komponisten Dwijendralal Roy, Atulprasad Sen, Kazi Nazrul Islam, Himangshu Kumar Dutta und Nishikanta war dafür verantwortlich, dass sie im ganzen Lande populär wurden. Er nahm mehr als 100 Lieder auf.
Für seine Beiträge zur Musik wurde er 1965 mit dem Sangeet Natak Akademi Ratna geehrt.

## Religiöses Leben

### Entwicklung zum Yogi
Als Kind war Roy zunächst voller religiöser Skepsis. Erste Zweifel an dieser Haltung entstanden durch den Kontakt mit seinem älteren Vetter Nirmalendu, der ein Verehrer Ramakrishnas war. Auf dessen Anregung hin las er das Buch "Kathamrita", das die Worte Ramakrishnas festhält und besuchte den Autor dieses Buches, Sri Ma.
Er war von dessen Haltung tief beeindruckt. In seinem Onkel, einem Arzt, lernte er den ersten Menschen kennen, der sich in seiner Freizeit gänzlich dem Streben nach dem Ewigen (nitya) hingibt.
1923 begegnete er in Lakhnau Krishnaprem, mit bürgerlichem Namen Ronald Nixon, der ihn tief beeindruckte.
Er war erstaunt, mit welcher Brillanz dieser die Sache Krishnas gegen die intellektuellen Anfeindungen seiner Kollegen an der Universität verteidigte. Er war beeindruckt von dessen Aufrichtigkeit und Strebsamkeit, Gott von Angesicht zu Angesicht (Ishvarsakshatkar) begegnen zu wollen. Es entstand eine Freundschaft, die ihm über vier Jahrzehnte eine große Hilfe war.
Roy schwankte zwischen einem Leben als Künstler und seiner spirituellen Sehnsucht. Er fürchtete sich vor einer Sadhana, die aus ernster, feierlicher Einsamkeit, entbehrungsreicher Strenge und trostloser Disziplin zu bestehen scheint. Von Krishnaprem wurde Dilip auf Aurobindos neue Interpretationen der Bhagavad Gita aufmerksam gemacht.
Allmählich erkannte er, dass der Weg eines Yogi nicht zwangsläufig grau und einsam sein müsse. Am 24. Januar 1924 erhielt er das seltene Privileg, ein langes Gespräch mit Aurobindo führen zu dürfen.
Er war von dessen strahlender Persönlichkeit und der Aura des Friedens, die ihn umgab, tief beeindruckt. Aber er stellte auch fest, dass seine rein intellektuelle Suche für den Integralen Yoga nicht ausreichend ist. Er reiste in Indien umher und sammelte Lieder hinduistischer Mystiker. 1927 reiste er nach Europa zu Konzerten und Vorträgen. Bei diesen Veranstaltungen begegnete er in Nizza der Primadonna Emma Calvé, die ihm in begeisterten Worten von ihrem Zusammentreffen mit Swami Vivekananda in Amerika berichtet und wie seine Gegenwart bewirkte, dass ihr Leben eine vollständig andere Richtung nahm. Durch einen weiteren Zufall begegnete er alten Freunden, die ihn von einer Weiterfahrt zu Plattenaufnahmen nach Amerika abhielten. Stattdessen traf Roy Romain Rolland, der einen Vortrag über Aurobindo in Tokyo gehalten hatte und diesen als Propheten der zukünftigen Menschheit bezeichnete. Daraufhin stornierte er seine Weiterfahrt in die USA und kehrte nach Indien zurück. Aber erst nach einem weiteren Gespräch in Lakhnau mit einem Freund Krishnaprems und einer langen Nacht unter Tränen und Beten geschah das Wunder für ihn und er überantwortete sich bedingungslos dem Yoga Sri Aurobindos. Am 22. November 1928 traf er in Pondicherry ein.

### Im Sri-Aurobindo-Ashram
Roy hatte, wie jeder Aspirant im Yoga, seine ganz persönlichen Schwierigkeiten, sich seinem Guru völlig anzuvertrauen und seinem Rat zu folgen. Immer wieder versuchte er eigene Wege – wie z. B. strenge Meditation, strenge Askese und ähnliches um schnell(er) ans "Ziel" zu kommen und immer wieder musste ihn sein Guru nach solchen Misserfolgen "aufrichten" und ihm klarmachen, dass es bei seinem Yoga nicht um titanenhafte Anstrengung, sondern um Hingabe an das Göttliche geht. Und dass seiner Natur entsprechend für ihn liebevolle Hingabe (bhakti) und Handeln (karma) die beiden Hauptantriebe seien. Deshalb, so machte ihm Sri Aurobindo deutlich, würde er die besten und raschesten Ergebnisse erhalten, wenn er mit seinen Gedichten und seiner Musik weitermache.
Da sein Guru sich 1926 bereits aus der Öffentlichkeit zurückgezogen hatte, schrieb ihm Roy im Laufe der zwei Jahrzehnte, die er im Ashram blieb, mehr als zweitausend Briefe. Auf diese teils persönlichen, teils den Yoga und das Weltgeschehen betreffenden Fragen und Meinungen erhielt er mindestens 1000 Antwortbriefe von seinem Guru, von denen manche mehr als 12 Seiten umfassen und die später zu Teilen veröffentlicht wurden. In einem Brief vom 26. Dezember 1931 an Dilip, der in Briefe über den Yoga, Band 2, veröffentlicht wurde, schreibt Sri Aurobindo: 
„Ich möchte – und auch die Mutter – ein Wort der Wertschätzung für deine gestrige Musik zum Ausdruck bringen. Dein Lied von Mahakali war wunderbar – voll von feinen Nuancen und großer Kraft. Die Mutter kam begeistert herauf und sagte, es war erfüllt von Leben, Energie und Bewegung; man konnte die universalen Kräfte fühlen, die sich selbst auf diese Art priesen. Wahrlich, du hast deine Flügel ausgebreitet und dich in einen weiten ätherischen Raum erhoben.“
Die Briefe Sri Aurobindos an D.K. Roy aus den Jahren 1928 bis 1950 wurden in vier Bänden unter dem Titel Sri Aurobindo to Dilip veröffentlicht. 

### Nach Sri Aurobindos Tod
1953 unternahm er im Auftrag der indischen Regierung eine Welttournee in Begleitung seiner Schülerin Indira Devi, auf der er Vorträge über indische Kultur hielt und klassische Musik vortrug, während Indira Devi tanzte. Nach der Rückkehr gründeten beide zusammen den Hari Krishna Mandir in Pune als ein Zentrum für den Bhakti Yoga, das Streben nach Gott auf dem Weg liebender Hingabe. Gemeinsam verfassten sie auch die Doppel-Autobiografie Pilgrims of the Stars, die von prägenden menschlichen Begegnungen und geistigen Einflüssen, aber auch von Krisen und Durchbrüchen auf dem Yoga-Weg berichtet.

## Werke auf Deutsch
- Der Weg der großen Yogis. Suhrkamp Taschenbuch, ISBN 3-518-06909-8
- Sri Aurobindo kam zu mir. Fischer Taschenbuch, ISBN 3-596-23377-1
- Autobiografie zweier Yogis. Eine göttliche Liebesgeschichte. Aurinia Verlag, ISBN 978-3-95659-000-9 (erweiterte Neuausgabe von Der Weg der großen Yogis)
- mit Indira Devi: Die Bettlerprinzessin. Das Leben der Mirabai – Schauspiel in fünf Akten. Tredition, ISBN 978-3-7323-4759-9